# Maxime Agueh
Maxime Agueh (* 1. April 1978 in Lille) ist ein ehemaliger beninisch-französischer Fußballspieler. Seine Stammposition war im Tor.

## Karriere

### Verein
Seine gesamte Laufbahn über spielte Agueh für Clubs in Europa, wobei er mit Denderleeuw in Belgien und Gueugnon in Frankreich zweimal in der jeweiligen zweiten Liga aktiv war und sonst in darunter liegenden Spielklassen.

### Nationalmannschaft
Er bestritt zwischen 2003 und 2008 mindestens neun Partien für die beninische Fußballnationalmannschaft, davon sechs Pflichtspiele (Qualifikation zur Afrikameisterschaft 2004 bzw. Weltmeisterschaft 2006) und drei Freundschaftsspiele.